# 3 de 7

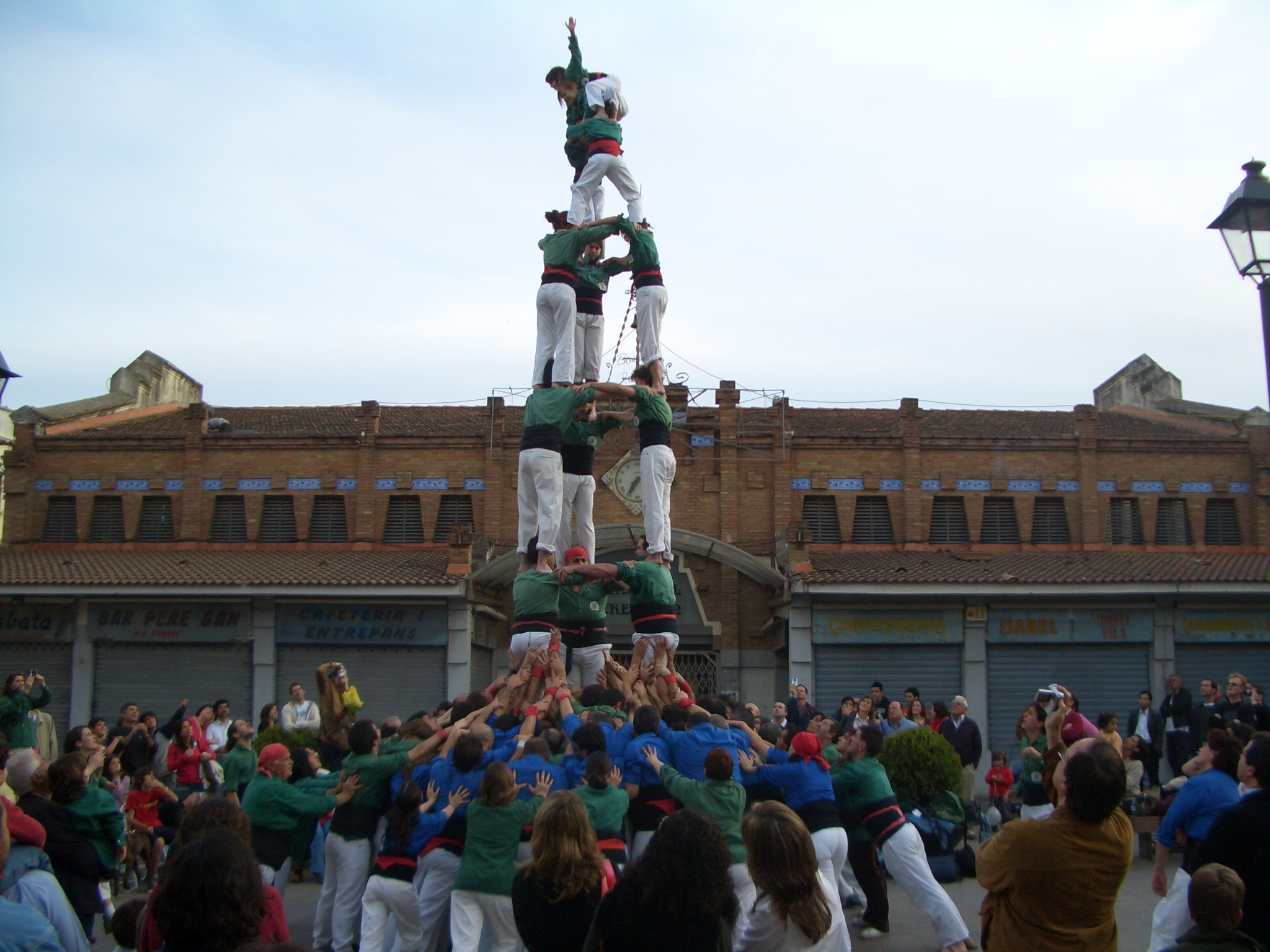
3 de 7 dels Castellers de Sant Cugat

El 3 de 7 és un castell de 7 pisos d'alçada i 3 persones per pis en el seu tronc, excepte els tres pisos superiors que són formats, com en la majoria de castells, per una parella de dosos, un aixecador i l'enxaneta.
Un dels dosos es col·loca dret sobre les espatlles del quart, culminant el pilar sovint anomenat rengla, mentre que l'altre dos es col·loca de cames obertes sobre l'espatlla dreta d'un quart (el de la dreta de la rengla) i l'espatlla esquerra de l'altre quart (el de l'esquerra de la rengla). Així, cadascun dels pilars es distingeix amb el nom de rengla, dreta (o plena) i esquerra (o buida).
És un castell assolit per moltes colles, possiblement és el castell que obre camí per passar de ser colla de 6 a colla de 7, aquella colla que fa construccions de set pisos, tant per ser el segon més fàcil de tots els castells de 7 i el que menys gent de tronc i pinya requereix.

## Variants

### Amb l'agulla
El 3 de 7 amb l'agulla, també anomenat 3 de 7 amb el pilar al mig, és un castell de 7 pisos d'alçada i 3 castellers per pis, que en descarregar-se deixa al descobert un pilar de 5. L'estructura d'aquest castell és més oberta que la d'un 3 de 7 normal per tal que el pilar tingui espai a l'interior del castell. Una vegada l'enxaneta fa l'aleta a l'estructura del 3 i comença a baixar del castell, l'acotxador o la mateixa enxaneta indiferentment entra al pilar com a enxaneta i el corona. Com la resta de castells amb l'agulla, només es considera carregat quan el pilar complet resta sobre la pinya, és a dir, quan l'estructura del 3 s'ha desmuntat.

### Cinc
El 5 de 7 és un castell d'estructura composta de 7 pisos d'alçada i 5 persones per pis.

## Galeria d'imatges

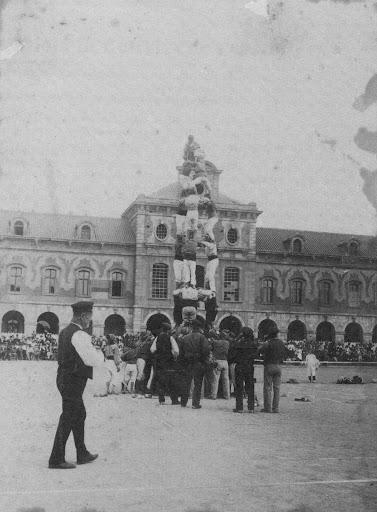
3 de 7 de la Colla Nova dels Xiquets de Valls al concurs de castells de Barcelona de 1902
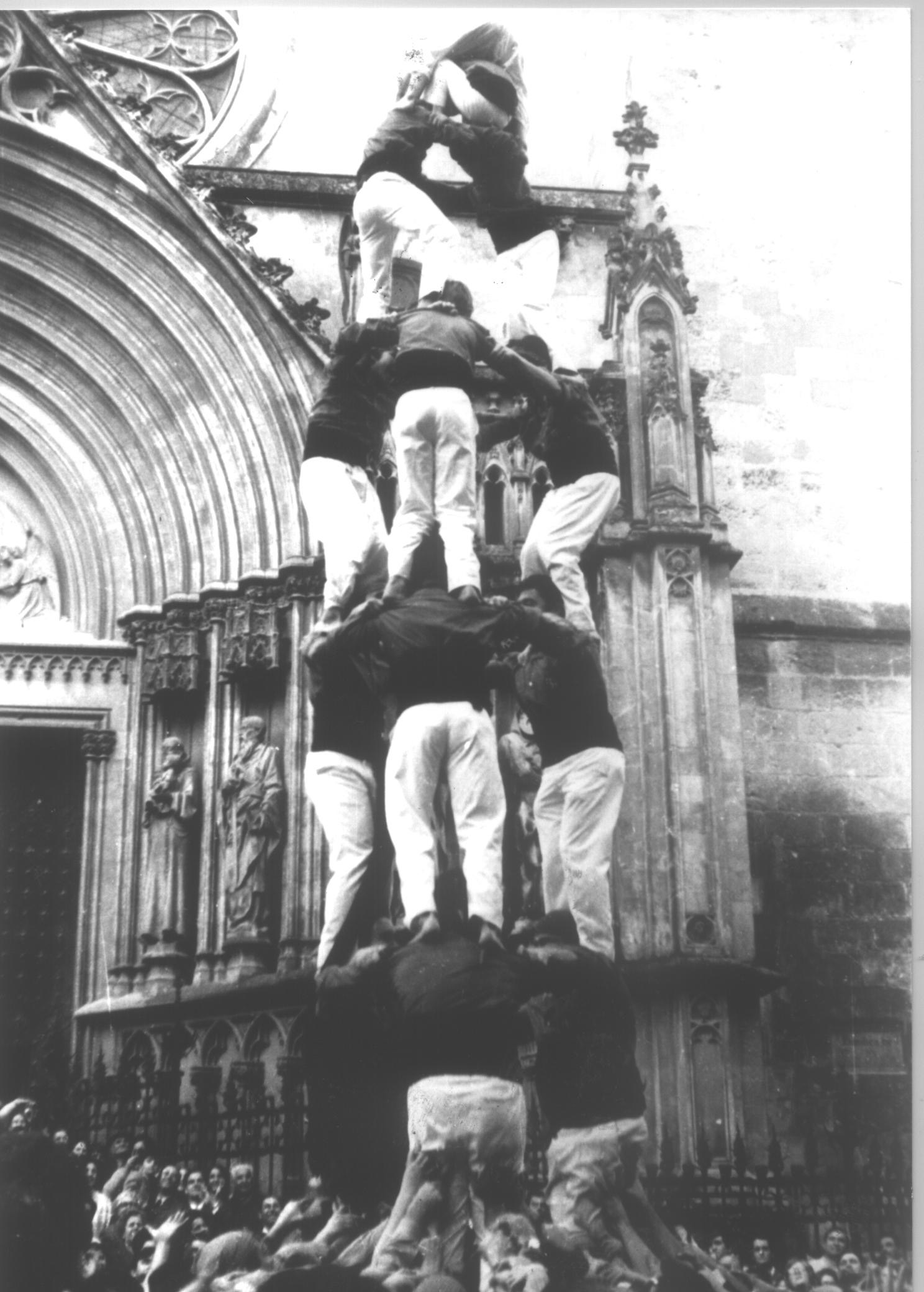
Primer 3 de 7 dels Castellers de Barcelona (1971)
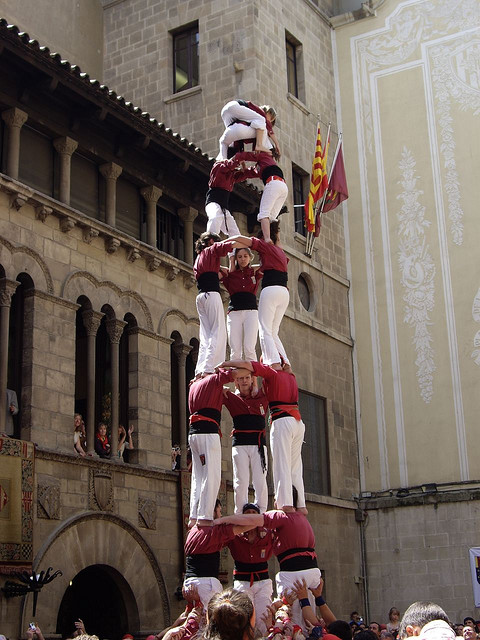
3 de 7 dels Castellers de Lleida (2006)
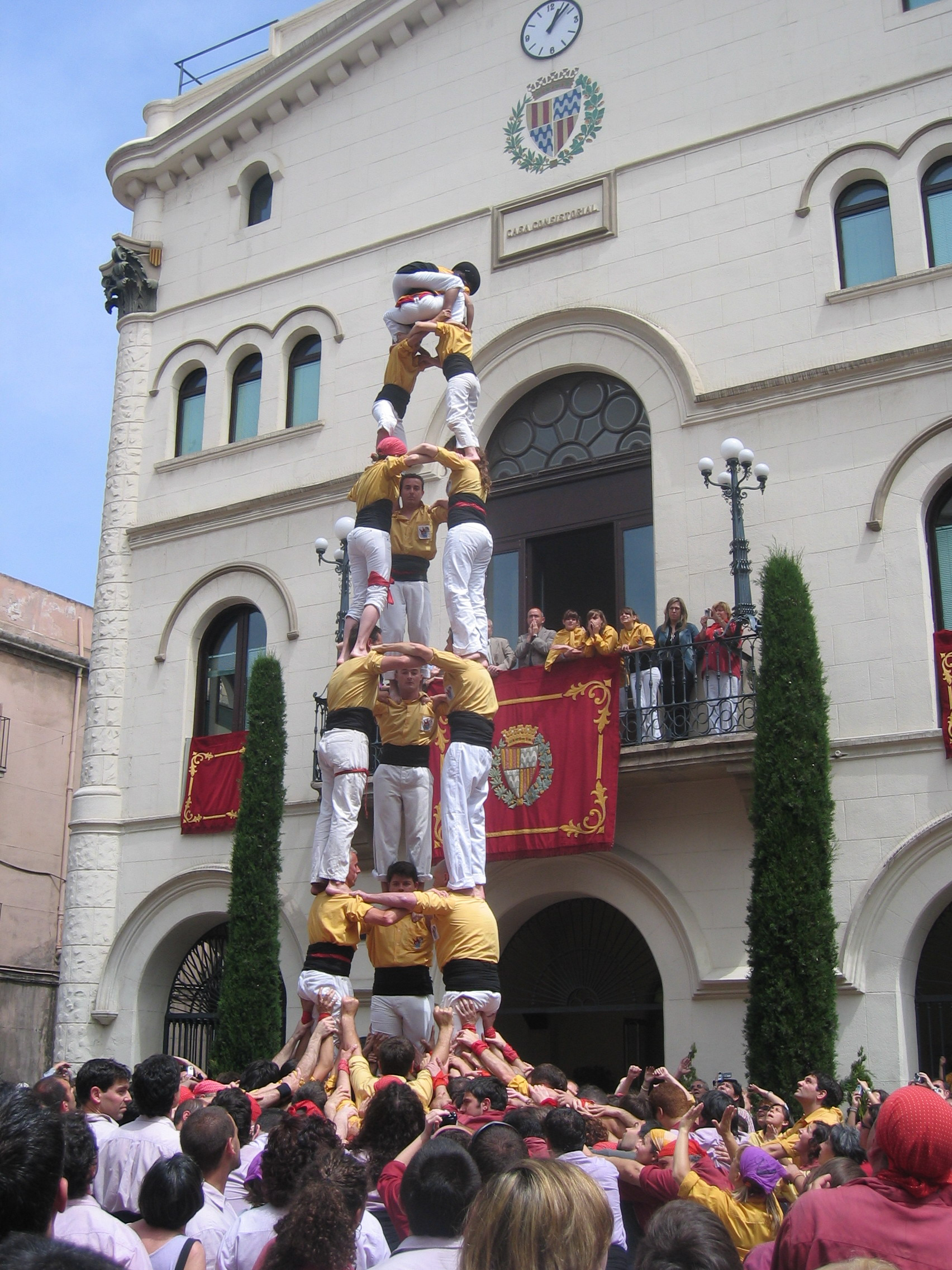
3 de 7 dels Castellers de Badalona (2007)
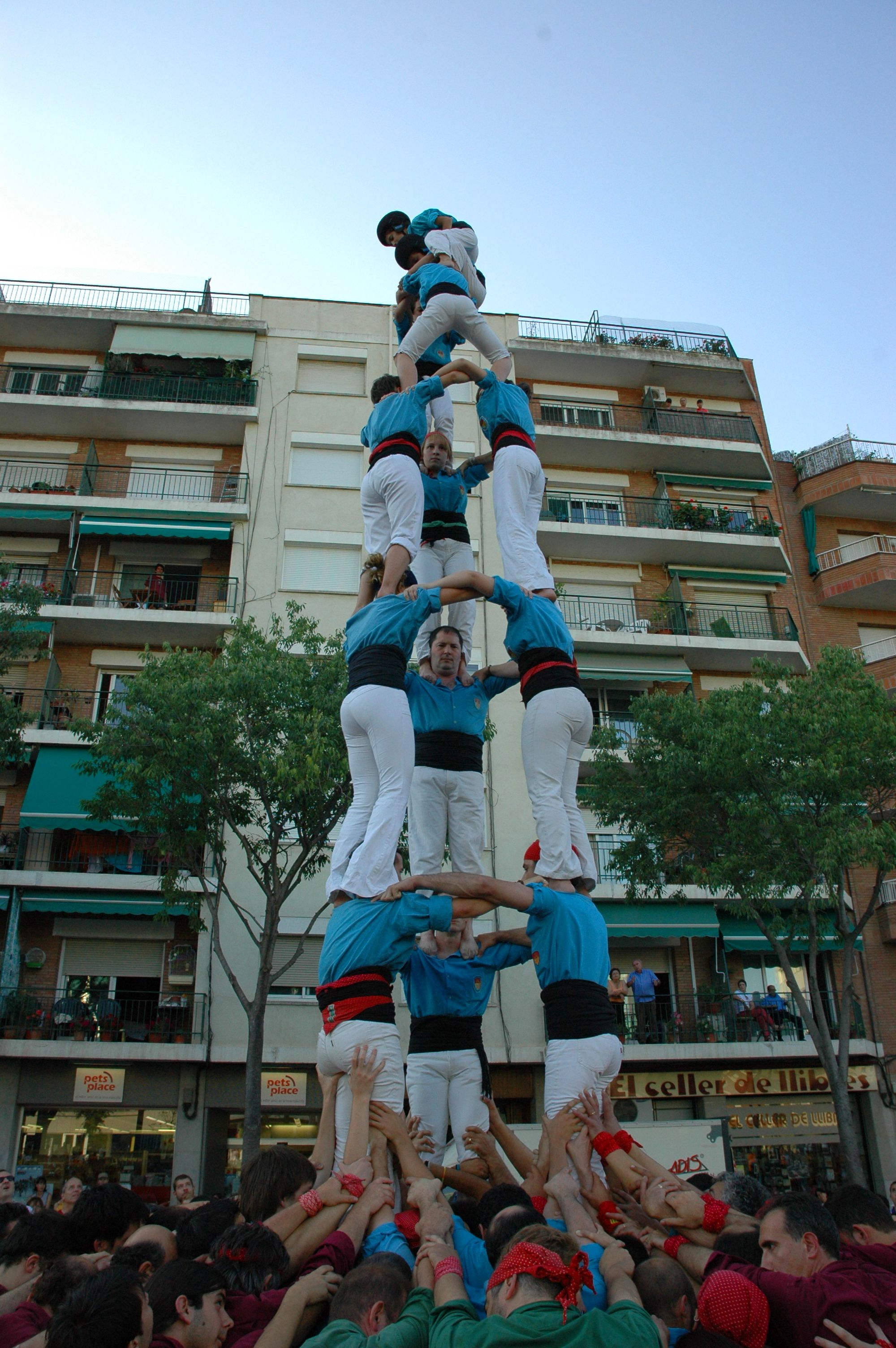
3 de 7 dels Castellers de Terrassa
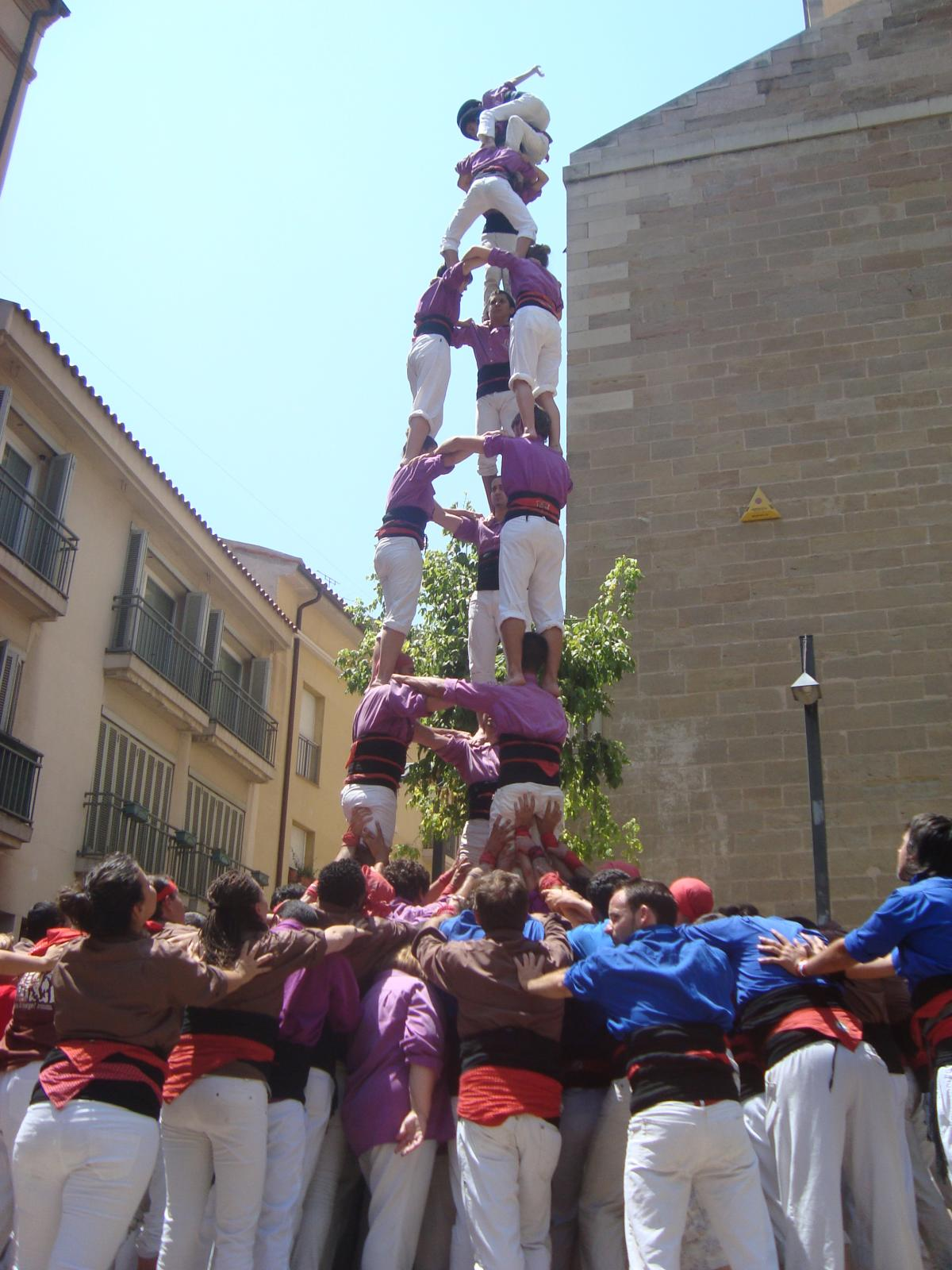
3 de 7 dels Moixiganguers d'Igualada